# Ruhrbarone
Ruhrbarone ist ein deutschsprachiges Blog aus Bochum. Gegenstand der Berichterstattung ist besonders das Ruhrgebiet, es wird aber auch häufig zu überregionalen und internationalen Themen Stellung genommen. Das Blog erschien von 2010 bis 2013 auch in gedruckter Ausgabe. Die Ruhrbarone werden dem antideutschen Spektrum zugerechnet.

## Geschichte
Das Blog wurde 2007 von Stefan Laurin, David Schraven, Ulrike Traub, Thomas Nückel und Christoph Schurian gegründet. Später kam dann noch unter anderem Thomas Meiser hinzu. Die Redaktion besteht überwiegend aus Journalisten, die hauptberuflich für andere Medien arbeiten. Nückel verließ die Ruhrbarone im April 2009, da er für die FDP bei der Landtagswahl 2010 antrat.
2009 nutzte ein hauptamtlicher Mitarbeiter der FDP den Internetzugang seines Arbeitsplatzes in der Berliner Parteizentrale, um unter zahlreichen Pseudonymen einen kritischen Bericht der Ruhrbarone über die parlamentarischen Fehlzeiten der FDP-Europaabgeordneten Silvana Koch-Mehrin negativ zu kommentieren. Eine Überprüfung des Vorfalles durch den Deutschen Rat für Public Relations führte zu einer Ermahnung der FDP.
Von 2010 bis 2013 erschien im Klartext Verlag auch eine Printausgabe. Der Blog wurde von Laurin lange als Unternehmergesellschaft geführt. Im November 2023 wurde ein noch nicht eingetragener Verein gegründet.

## Kontroversen
Im Landtagswahlkampf 2010 enthüllten Ruhrbarone und Wir in NRW eine Reihe von Affären der CDU-geführten Landesregierung. Alfons Pieper, Betreiber von Wir in NRW, begründete dies mit einer „Neigung zur Hofberichterstattung gegenüber Jürgen Rüttgers“ in NRW-Zeitungen.
Vor dem Hintergrund der Übernahme der letzten der drei früher unabhängigen Dortmunder Lokalzeitungen durch die WAZ-Gruppe kündigte Betreiber Laurin 2013 an, künftig einige lokale Nachrichten zu veröffentlichen. Gegenüber der Süddeutschen Zeitung sagte Laurin, dass dies jedoch die Pressevielfalt mehrerer Lokalredaktionen nicht ersetzen könne.
2015 stellten Neonazis fingierte Todesanzeigen für vier Autoren der Ruhrbarone ins Internet, die mit „Nationaler Widerstand jetzt“ unterzeichnet waren. Die Anzeigen bewarben zudem einen Online-Shop für NS-Devotionalien, der Michael Brück, einem Dortmunder Stadtrat der neonazistischen Kleinpartei Die Rechte, gehörte. Betroffene empfanden die Aktion als Morddrohung und erstatteten Anzeige.
Anlässlich der Kontroverse um die Echo-Verleihung an die umstrittene Deutschrock-Band Frei.Wild im Februar 2016 bezeichnete Chefredakteur Laurin die Musikgruppe auf Ruhrbarone als „Drecks-“ bzw. „Spackenband“ sowie als „dumm, nationalistisch, rechts und so hässlich wie Pur“. Diese versuchte, Ruhrbarone abzumahnen, und verlangte über ihre Anwälte Löschung der Formulierungen sowie eine Unterlassungserklärung. Ruhrbarone verweigerte dies, wiederholte die Formulierungen und verwies die Gegenseite auf eine gerichtliche Klärung.
2018 posteten die Ruhrbarone auf Facebook den Slogan „Transform Gaza to Garzweiler“ – laut Meron Mendel, dem Direktor der Bildungsstätte Anne Frank, eine „explizite Vernichtungsfantasie“.
Sonja Zekri wies in einem kritischen Porträt der Website in der Süddeutschen Zeitung darauf hin, dass ein Antisemitismus-Vorwurf des Blogs gegen die Autorin Sharon Dodua Otoo teilweise auf einer Verwechslung von zwei Facebook-Seiten mit ähnlich klingenden Namen beruht hatte.